# بير نبالا
بير نبالا قرية فلسطينية تقع في الضفة الغربية شمال شرق محافظة القدس. وقعت تحت الاحتلال الإسرائيلي في حرب 1967.

## التسمية
سميت القري بير نبالا نسبةً إلى بئر ماء في البلدة القديمة، الذي كان المصدر الرئيسي لتزويد السكان بمياه الشرب قبل وصول شبكات المياه. يحتفظ البئر بأهميته التاريخية ويُعد من أبرز المواقع الأثرية في القرية.

## خلفية تاريخية
بعد النكبة الفلسطينية عام 1948 واتفاقات الهدنة لعام 1949، أصبحت بير نبالا تحت الحكم الأردني.احتل الاسرائيليون القرية في الخامس من حزيران عام 1967.
تميزت قرية بير نبالا منذ سبعينيات القرن الماضي وحتى بناء جدار الفصل العنصري عام 2004 بقدرتها على جذب السكان إليها، إذ كان يمتاز موقعها الجغرافي بتوسطه بين مدينتي القدس ورام الله، وسهولة التنقل منها إلى مدن الداخل الفلسطيني، وكانت أسواقها كفيلة بسدّ حاجات سكانها وزوارها.
في مطلع عام 2006 أغلقت قوات الاحتلال الإسرائيلي شارع فلسطين الذي يتوسط بير نبالا، بعد عامين من بدء بناء الجدار العازل، الذي يطوق القرية من جميع الاتجاهات ويفصلها جغرافيا عن محيطها الممتد حتى مدينة القدس المحتلة.
يقول أهل القرية أن الاحتلال يهدف إلى تدمير الاقتصاد في بلدة بير نبالا ليعززه في مستوطنة عطروت الصناعية، التي لا يفصلها عن البلدة سوى الجدار، حيث أصبحت اليوم مدينة صناعية كبيرة، يعمل الاحتلال جاهدا لتسهيل العمل فيها ووصول التجار إليها، رغم أنها كانت بالماضي تنافس أسواق بلدة بير نبالا.

## تنمية الإجتماعية
يوجد في القرية جمعية القدس للتراث الفلسطيني 2006  تقوم بتقديم دورات تطريز وجمعية بيرنبالا الخيرية 1985, و نادي بيرنبالا الرياضي 2006 يقوم بالعديد  من النشاطات الرياضية والثقافية.

## التحديات
أدت المخططات الاستيطانية الإسرائيلية الرامية إلى إخلاء القدس من سكانها، والمتمثلة في عزل مناطق التواجد الفلسطيني ومصادرة الأراضي وبناء الجدار والمستوطنات، إلى انخفاض عدد سكان بيرنبالا بنسبة تزيد عن 50% (انخفض هذا العدد مع بناء الجدار).وتعاني بيرنبالا اليوم من نقص من البنية التّحتيّة، والصّفوف المدرسية، والمرافق الصّحيّة، وفرص العمل. وفي حين كانت مدينة القدس القريبة جدا مركزاً للحصول على هذه الخدمات، فإنها اليوم تبدو بعيدة بما يفوق الخيال.

## العائلات
أشهر العائلات القرية أبو سنينة، الأشقر، أل أبو نجمة، آل الحجة، آل رمضان، آل زيدان، آل عبد الرحمن، آل العملة.

## مؤسسات القرية
في القرية مسجدان، ومدرستان ثانويتان إحداهما للبنين وأخرى للبنات بالإضافة إلى مدرسة أساسية للبنين وأخرى للبنات.